# 13150 Paolotesi
13150 Paolotesi (1995 FS) là một tiểu hành tinh vành đai chính được phát hiện ngày 23 tháng 3 năm 1995 bởi L. Tesi và A. Boattini ở San Marcello Pistoiese.